# Гендерна варіативність
Гендерна неконформність (варіативність) — поведінка або самовираження людини, що не відповідає гендерним ролям та стереотипам: маскулінним або фемінним. Термін гендерна варіативність використовується у психології, психіатрії, антропології, гендерних дослідженнях та правозахисті й охоплює широкий спектр понять, таких як буч і фем, томбой, травесті, дреґ-квін, гіджра, транссексуальність тощо.
Людей, що представляють гендерну варіативність, називають гендерно-неконформними, гендерно-різноманітними, гендерно-атиповими або гендерквірами.
Трансгендерні люди можуть сприйматися або сприймати себе як гендерно-неконформні до переходу, але після можуть сприйматися як такі, що відповідають гендерним нормам. Інтерсексуальні люди теж можуть проявляти гендерну варіативність.

## Дитяча гендерна неконформність
Гендерна неконформність у дітей до пубертатного віку є досить поширеною. Зокрема, діти можуть висловлювати бажання носити одяг, який вважається таким, що призначений для протилежної статі, відмовлятися від діяльності, яка вважається типовою для їхньої статі, прагнуть заводити друзів чи подруг протилежної статі. Велика кількість дітей у той чи інший момент може демонструвати гендерно неконформну поведінку, як-от:
- дитина багаторазово заявляє про власну приналежність до протилежної статі (чи наполягає на цьому);
- діти обирають одягатися в одяг або симулювати стиль одягу, стереотипний для протилежно статії;
- у рольових іграх та фантазіях сильна і стійка перевага ролей, властивих протилежній статі;
- сильне бажання брати участь в іграх і заняттях, типових для протилежної статі;
- дитина помітно частіше воліє гратися з дітьми протилежної статі[7][8].

## Гендерна неконформність і добробут
За деякими дослідженнями, багато хто з гомосексуальних і бісексуальних людей у дитинстві були гендерно-неконформними. При цьому багато вчених вказують, що з цього неможливо зробити висновок про те, що гендерна неконформність у дитячому віці безпосередньо пов'язана з формуванням гомосексуальної або бісексуальної орієнтації, оскільки дорослі можуть по-іншому пояснювати свої спогади, тим самим знаходячи корені власної ідентичності. Так, гетеросексуальні чоловіки схильні применшувати свою гендерну неконформність у дитинстві, інтерпретуючи свою дитячу поведінку як прояви чутливості або художніх здібностей. Нещодавнє дослідження виявило, що як гетеро-, так і гомосексуальні люди, що не виражалися у суспільстві, частіше відчувають фізичний, статевий і психологічний тиск.
На думку сучасних вчених, важливою задачею батьків і психологів під час роботи з гендерно-варіативними дітьми є створення максимально комфортних і безпечних умов, у яких діти зможуть вивчити свою ідентичність і знайти слушні форми гендерного самовираження.

## Нетипові гендерні ролі
Нетипова гендерна роль — це гендерна роль, що містить гендерно-типовані види поведінки, які не пов'язані з культурною нормою. Гендерні стереотипи є соціально визначеною моделлю, яка містить культурні переконання про те, якими повинні бути люди різної статі. Тобто те, чого суспільство очікує від жінки або чоловіка: як виглядати, як поводитися та як думати. Гендерні стереотипи досить часто базуються на гендерних нормах. Прикладами таких ролей є:
- Домогосподар (Stay-at-home dad, househusband) — чоловік, що залишається вдома і доглядає за будинком і дітьми, поки його партнерка заробляє гроші. За словами Сема Робертса з New York Times, 1970 року 4 % американських чоловіків заробляли менше ніж їхні дружини. Національне громадське радіо повідомило, що до 2015 року цей відсоток зріс до 38 %[13].
- Метросексуал
- Андрогін
- Кросдресер(-ка) (Crossdresser) — людина, яка одягається в одяг і наближається до зовнішнього вигляду людей протилежної статі, публічно або тільки наодинці, не проголошуючи себе людиною іншої статі.
- Гіджра (Hijra) — каста в Індії, до якої належать люди (іноді кастровані), чия анатомія в більшості випадків ідентифікована як чоловіча (рідше жіноча або інтерсексуальна), але чия ідентичність не є ні чоловічою, ні жіночою, чия гендерна роль охоплює носіння одягу протилежної статі[14].

## Одяг
Серед дорослих носіння жіночого одягу чоловіками часто соціально-стигматизоване і фетишизоване або вважається сексуально ненормальним. Проте кросдресинг може бути формою гендерного вираження і не обов'язково пов'язаний з еротичною діяльністю, а також не свідчить про сексуальну орієнтацію. Деякі гендерно неконформні чоловіки вважають за краще просто модифікувати та стилізувати чоловічий одяг як вираз свого інтересу до зовнішнього вигляду та моди.

## Гендерно-позитивна практика
Гендерно-позитивна практика визнає та підтримує унікальну гендерну самоідентифікацію та вираження людини та все ширше застосовується у психічному та фізичному полі у відповідь на дослідження, які показують, що клінічна практика примусу людей приймати певну гендерну роль може призводити до психологічної шкоди. 2015 року Американська психологічна асоціація опублікувала рекомендації щодо гендерно-позитивної практики для персоналу клінік, що працює з трансгендерними та гендерно-нетиповими людьми. Попередні дослідження щодо гендерно-позитивних практик у медичних та психологічних установах показали насамперед позитивні результати лікування. Так, зокрема молодь, яка отримує підтримку з боку батьків, має краще психічне здоров'я, ніж їхні однолітки, які цього не мають.
Гендерно-позитивна практика підкреслює гендерне здоров'я — здатність людини ідентифікувати та виражати гендер(и), у яких вона відчуває себе найбільш комфортно. Гендерно-позитивну практику формують наступні припущення:
- гендерна дисперсія не є психологічним розладом або психічним захворюванням;

- зовнішні вирази гендеру відрізняються в різних культурах;

- вирази гендеру різноманітні й не можуть бути бінарними;

- гендерний розвиток залежить від біологічних і культурних факторів;

- якщо виникає патологія, то частіше це відбувається через культурні реакції, а не особистісні характеристики.